# Torneo Anual 2025 de Primera A (Liga Chacarera)
El Torneo Anual Unificado 2025 «Juan Domingo Brizuela y Pedro Pablo Seleme» de Primera División A, organizado por la Liga Chacarera de Fútbol, fue el primer torneo de la temporada 2025 en dicha categoría. Inició el 4 de abril y finalizó el 17 de agosto.
Lo disputaron los dieciséis equipos afiliados a la Liga Chacarera. El campeón obtuvo la clasificación al Torneo Regional Federal Amateur 2025-26.
Para esta temporada se decidió unificar las categorías, es decir los 10 equipos pertenecientes a la División Mayor del fútbol chacarero, más los 6 restantes de la Segunda División.
Los nuevos equipos participantes fueron los dos equipos ascendidos de la Primera B 2024: el campeón del Anual, Deportivo Sumalao, que regresa a la máxima categoría del fútbol chacarero luego de 8 años, y el Deportivo Las Pirquitas, ganador del Petit Torneo, que regresa a la Primera A después de haberlo hecho por última vez en la temporada 2023, más los restituidos Ateneo Mariano Moreno, Atlético La Tercena, Deportivo La Carrera, Juventud Unida de La Falda, Los Sureños y Social San Antonio.
El sorteo del fixture y el formato de disputa fue definido lunes 24 de marzo.
Consagró campeón al Club Deportivo Defensores de Esquiú de San José de Piedra Blanca, bajo la dirección técnica de Javier Saavedra. Clasificó, así, al Torneo Regional Federal Amateur 2025-26.

## Formato
Fase Clasificatoria
Los 16 equipos estarán divididos en cuatro zonas de cuatros equipos y jugarán 15 partidos cada uno a lo largo de 15 fechas, a una sola rueda, bajo el sistema de todos contra todos. En este torneo se usará el sistema de puntos, de acuerdo a la reglamentación de la Internacional F. A. Board, asignándose tres puntos al equipo que resulte ganador, un punto a cada uno en caso de empate y cero puntos al perdedor.
Criterio de desempate en igualdad de puntos
- En el caso de igualdad de puntos entre dos o más equipos para determinar cualquier ubicación en la tabla de posiciones, se aplicará el siguiente sistema:

En favor del equipo que, considerando exclusivamente los partidos disputados contra aquel o aquellos con los que hubiera empatado la posición, hubiera obtenido mayor cantidad de puntos o, en caso de empate, en el siguiente orden:
1. Mayor diferencia de goles.
2. Mayor cantidad de goles a favor.
3. Diferencia de goles (Tabla general)
4. Cantidad de goles a favor (Tabla general)
5. Otro sistema de desempate establecido por el Consejo Directivo.

Fase Eliminatoria
Para la Fase Eliminatoria clasificarán doce equipos, los tres mejores de cada zona. Las cuatro rondas se disputarán por eliminación directa a un solo partido en sede neutral, en dónde en caso de igualdad en los 90' de juego se definirá mediante tiros desde el punto penal.
- Playoffs: estará integrada por ocho equipos, los ubicados en el segundo y tercer lugar de cada zona. Los cuatro ganadores clasifican a Cuartos de final.

- Cuartos de final: estará integrada por ocho equipos, los ubicados en el primer lugar de cada zona, más los cuatro equipos provenientes de los Playoffs. Los cuatro ganadores clasifican a Semifinales.

- Semifinales: estará integrada por los cuatro equipos clasificados de Cuartos de final. Los dos ganadores clasifican a la Final.

- Final: estará integrada por los dos equipos ganadores de Semifinales. El ganador se consagrará campeón y clasificará al Torneo Regional Federal Amateur 2025-26, mientras que el subcampeón se quedará con la primera plaza al Torneo Provincial 2026.

Nota: 1) En caso de que la Liga obtenga una segunda plaza al TRFA, los dos finalistas accederán al privilegio.
2) En caso de que el Club Atlético San Martín continúe sancionado por el Tribunal de Penas del Consejo Federal y acceda a la plaza del Torneo Regional Federal Amateur, se invertirán los clasificados al Regional con el Provincial.
3) Si la Liga obtiene una segunda plaza al TRFA y San Martín accede a la Final del Anual, no logrando amnistía por el Tribunal de Penas del Consejo Federal, clasificará directamente al Torneo Provincial 2026 y a la segunda plaza del Regional la disputarán los 2 equipos que hayan perdido en Semifinales del Anual.

## Ascensos y descensos
| Pos.          | Descendido de la Primera División 2024 |
| ------------- | -------------------------------------- |
| 10.º Conjunta | Los Sureños                            |

| Pos.          | Ascendidos de la Primera B 2024 |
| ------------- | ------------------------------- |
| Campeón Anual | Deportivo Sumalao               |
| Ganador Petit | Deportivo Las Pirquitas         |

## Equipos participantes
| Zona     | Equipo                                          | Ciudad                    | Departamento        | Fundación               |
| -------- | ----------------------------------------------- | ------------------------- | ------------------- | ----------------------- |
| Norte I  | Club Atlético La Tercena                        | La Tercena                | Fray Mamerto Esquiú | 18 de junio de 1933     |
| Norte I  | Club Deportivo Defensores de Esquiú             | San José de Piedra Blanca | Fray Mamerto Esquiú | 27 de noviembre de 1943 |
| Norte I  | Centro Cultural y Deportivo La Carrera          | La Carrera                | Fray Mamerto Esquiú | 5 de agosto de 1943     |
| Norte I  | Club Social, Cultural y Deportivo Las Pirquitas | Las Pirquitas             | Fray Mamerto Esquiú | 17 de enero de 1983     |
| Norte II | Club Social y Deportivo La Merced               | La Merced                 | Paclín              | 25 de mayo de 1936      |
| Norte II | Club Atlético Independiente                     | San Antonio               | Fray Mamerto Esquiú | 27 de enero de 1950     |
| Norte II | Club Deportivo Juventud Unida                   | La Falda de San Antonio   | Fray Mamerto Esquiú | 5 de julio de 1948      |
| Norte II | Club Social y Deportivo San Antonio             | San Antonio               | Fray Mamerto Esquiú | 28 de mayo de 1940      |
| Centro   | Club Deportivo Coronel Daza                     | Banda de Varela           | Capital             | 12 de octubre de 1930   |
| Centro   | Club Ateneo Mariano Moreno                      | Villa Dolores             | Valle Viejo         | 17 de julio de 1941     |
| Centro   | Club Sportivo Social Rojas                      | Santa Rosa                | Valle Viejo         | 25 de junio de 1933     |
| Centro   | Club Sportivo Villa Dolores                     | Villa Dolores             | Valle Viejo         | 18 de junio de 1933     |
| Sur      | Club Deportivo Sumalao                          | Sumalao                   | Valle Viejo         | 15 de marzo de 1926     |
| Sur      | Club Sportivo Los Sureños                       | Pozo El Mistol            | Valle Viejo         | 5 de junio de 1959      |
| Sur      | Club Obreros de San Isidro                      | San Isidro                | Valle Viejo         | 6 de octubre de 1932    |
| Sur      | Club Atlético San Martín                        | El Bañado                 | Valle Viejo         | 3 de abril de 1942      |

### Distribución geográfica de los equipos
| Departamento        | Cant. | Equipos |
| ------------------- | ----- | --- |
| Fray Mamerto Esquiú | 7     | Atlético La Tercena, Defensores de Esquiú, Deportivo La Carrera, Deportivo Las Pirquitas, Independiente (San Antonio), Juventud Unida (La Falda) y Social San Antonio |
| Valle Viejo         | 7     | Ateneo Mariano Moreno, Deportivo Sumalao, Los Sureños, Obreros de San Isidro, San Martín (El Bañado), Social Rojas y Sportivo Villa Dolores                           |
| Capital             | 1     | Coronel Daza |
| Paclín              | 1     | Deportivo La Merced |

## Fase Clasificatoria

### Zona Norte I
| Pos. | Equipo                  | Pts. | PJ | G | E | P  | GF | GC | Dif. | Clasificación    |
| ---- | ----------------------- | ---- | -- | - | - | -- | -- | -- | ---- | ---------------- |
| 1    | Defensores de Esquiú    | 30   | 15 | 9 | 3 | 3  | 25 | 14 | +11  | Cuartos de final |
| 2    | Atlético La Tercena     | 22   | 15 | 6 | 4 | 5  | 34 | 22 | +12  | Playoffs         |
| 3    | Deportivo Las Pirquitas | 21   | 15 | 6 | 3 | 6  | 25 | 22 | +3   | Playoffs         |
| 4    | Deportivo La Carrera    | 4    | 15 | 1 | 1 | 13 | 13 | 50 | −37  |                  |

Actualizado a los partidos jugados el 13 de julio de 2025.
 Fuente: Pasión Chacarera Deportes

### Zona Norte II
| Pos. | Equipo                      | Pts. | PJ | G | E | P  | GF | GC | Dif. | Clasificación    |
| ---- | --------------------------- | ---- | -- | - | - | -- | -- | -- | ---- | ---------------- |
| 1    | Deportivo La Merced         | 31   | 15 | 9 | 4 | 2  | 35 | 15 | +20  | Cuartos de final |
| 2    | Social San Antonio          | 18   | 15 | 5 | 3 | 7  | 18 | 34 | −16  | Playoffs         |
| 3    | Independiente (San Antonio) | 15   | 15 | 4 | 3 | 8  | 19 | 27 | −8   | Playoffs         |
| 4    | Juventud Unida (La Falda)   | 6    | 15 | 1 | 3 | 11 | 11 | 33 | −22  |                  |

Actualizado a los partidos jugados el 12 de julio de 2025.
 Fuente: Pasión Chacarera Deportes

### Zona Centro
| Pos. | Equipo                 | Pts. | PJ | G  | E | P  | GF | GC | Dif. | Clasificación    |
| ---- | ---------------------- | ---- | -- | -- | - | -- | -- | -- | ---- | ---------------- |
| 1    | Sportivo Villa Dolores | 32   | 15 | 10 | 2 | 3  | 42 | 22 | +20  | Cuartos de final |
| 2    | Coronel Daza           | 21   | 15 | 6  | 3 | 6  | 21 | 23 | −2   | Playoffs         |
| 3    | Social Rojas           | 19   | 15 | 5  | 4 | 6  | 19 | 26 | −7   | Playoffs         |
| 4    | Ateneo Mariano Moreno  | 8    | 15 | 2  | 2 | 11 | 14 | 40 | −26  |                  |

Actualizado a los partidos jugados el 13 de julio de 2025.
 Fuente: Pasión Chacarera Deportes

### Zona Sur
| Pos. | Equipo                       | Pts. | PJ | G  | E | P | GF | GC | Dif. | Clasificación    |
| ---- | ---------------------------- | ---- | -- | -- | - | - | -- | -- | ---- | ---------------- |
| 1    | Los Sureños (Pozo El Mistol) | 35   | 15 | 10 | 5 | 0 | 34 | 13 | +21  | Cuartos de final |
| 2    | San Martín (El Bañado)       | 27   | 15 | 8  | 3 | 4 | 29 | 11 | +18  | Playoffs         |
| 3    | Obreros de San Isidro        | 27   | 15 | 7  | 6 | 2 | 38 | 20 | +18  | Playoffs         |
| 4    | Deportivo Sumalao            | 18   | 15 | 5  | 3 | 7 | 23 | 28 | −5   |                  |

Actualizado a los partidos jugados el 13 de julio de 2025.
 Fuente: Pasión Chacarera Deportes
Notas:
1. 1 2  Puntos en partidos directos: San Martín 3, Obreros de San Isidro 0.

### Tabla de resultados cruzados
| Local \ Visitante            | AMM | ALT | CDA | DEF | DLC | DLM | DLP | SUM | IND | JUV | LSU | OSI | SMA | SRO | SSA | SVD |
| ---------------------------- | --- | --- | --- | --- | --- | --- | --- | --- | --- | --- | --- | --- | --- | --- | --- | --- |
| Ateneo Mariano Moreno        |     | 0–4 |     |     | 1–1 | 0–3 | 1–3 |     |     |     | 0–2 | 1–2 | 0–5 |     |     | 2–7 |
| Atlético La Tercena          |     |     | 2–3 |     | 5–1 |     | 0–2 | 4–1 | 1–1 |     | 0–0 | 2–5 |     |     |     |     |
| Coronel Daza                 | 1–2 |     |     | 0–2 |     | 2–1 |     | 2–1 | 0–1 | 2–1 |     |     |     | 2–1 |     | 1–1 |
| Defensores de Esquiú         | 2–0 | 2–2 |     |     |     | 0–1 | 1–0 |     |     |     |     |     | 1–0 | 0–0 | 3–2 |     |
| Deportivo La Carrera         |     |     | 3–0 | 2–6 |     | 0–3 |     | 0–3 | 0–3 |     | 1–4 |     |     |     | 1–2 | 1–2 |
| Deportivo La Merced          |     | 1–1 |     |     |     |     | 3–1 | 2–0 | 1–1 |     | 2–2 |     | 2–1 |     |     | 5–0 |
| Deportivo Las Pirquitas      |     |     | 1–1 |     | 2–1 |     |     |     | 4–1 | 5–1 |     | 1–1 | 2–1 | 1–2 |     |     |
| Deportivo Sumalao            | 2–3 |     |     | 2–1 |     |     | 2–0 |     |     |     | 1–4 | 1–1 | 2–2 |     | 2–3 |     |
| Independiente (San Antonio)  | 2–1 |     |     | 0–2 |     |     |     | 0–1 |     | 2–1 |     | 2–2 |     |     | 1–2 | 1–3 |
| Juventud Unida (La Falda)    | 1–1 | 0–3 |     | 0–2 | 2–0 | 1–4 |     | 1–1 |     |     |     | 0–2 |     |     | 0–0 |     |
| Los Sureños (Pozo El Mistol) |     |     | 1–1 | 2–2 |     |     | 1–0 |     | 3–2 | 5–0 |     |     | 1–0 | 1–0 | 3–0 |     |
| Obreros de San Isidro        |     |     | 4–1 | 0–1 | 8–2 | 3–2 |     |     |     |     | 3–3 |     |     | 2–2 |     | 1–1 |
| San Martín (El Bañado)       |     | 1–0 | 2–0 |     | 8–0 |     |     |     | 3–0 | 1–0 |     | 1–0 |     | 1–1 |     |     |
| Social Rojas                 | 2–1 | 1–2 |     |     | 1–0 | 3–3 |     | 0–4 | 3–2 | 2–1 |     |     |     |     | 0–1 |     |
| Social San Antonio           | 3–1 | 1–6 | 0–5 |     |     | 0–2 | 2–2 |     |     |     |     | 0–4 | 1–1 |     |     | 1–3 |
| Sportivo Villa Dolores       |     | 3–2 |     | 3–0 |     |     | 4–1 | 5–0 |     | 3–2 | 1–2 |     | 1–2 | 5–1 |     |     |

### Resultados
| Fecha 1                   | Fecha 1   | Fecha 1                     | Fecha 1                  | Fecha 1    | Fecha 1 |
| Local                     | Resultado | Visita                      | Estadio                  | Fecha      | Hora    |
| ------------------------- | --------- | --------------------------- | ------------------------ | ---------- | ------- |
| Los Sureños               | 3 - 0     | Social San Antonio          | Primo Antonio Prevedello | 4 de abril | 15:00   |
| Sportivo Villa Dolores    | 1 - 2     | San Martín (El Bañado)      | Primo Antonio Prevedello | 4 de abril | 17:00   |
| Deportivo La Carrera      | 0 - 3     | Deportivo Sumalao           | Primo Antonio Prevedello | 5 de abril | 15:00   |
| Juventud Unida (La Falda) | 0 - 2     | Defensores de Esquiú        | Primo Antonio Prevedello | 5 de abril | 17:00   |
| Atlético La Tercena       | 0 - 2     | Deportivo Las Pirquitas     | Jorge César Vargas       | 6 de abril | 14:30   |
| Social Rojas              | 2 - 1     | Ateneo Mariano Moreno       | Primo Antonio Prevedello | 6 de abril | 15:00   |
| Coronel Daza              | 0 - 1     | Independiente (San Antonio) | Jorge César Vargas       | 6 de abril | 16:30   |
| Obreros de San Isidro     | 3 - 2     | Deportivo La Merced         | Primo Antonio Prevedello | 6 de abril | 17:00   |

| Fecha 2                     | Fecha 2   | Fecha 2                   | Fecha 2                   | Fecha 2     | Fecha 2 |
| Local                       | Resultado | Visita                    | Estadio                   | Fecha       | Hora    |
| --------------------------- | --------- | ------------------------- | ------------------------- | ----------- | ------- |
| Social San Antonio          | 1 - 3     | Sportivo Villa Dolores    | Primo Antonio Prevedello  | 11 de abril | 15:00   |
| San Martín (El Bañado)      | 2 - 0     | Coronel Daza              | Primo Antonio Prevedello  | 11 de abril | 17:00   |
| Deportivo Las Pirquitas     | 1 - 1     | Obreros de San Isidro     | CSCD Las Pirquitas        | 12 de abril | 15:30   |
| Deportivo La Merced         | 1 - 1     | Atlético La Tercena       | Diego Armando Maradona    | 12 de abril | 16:00   |
| Defensores de Esquiú        | 0 - 0     | Social Rojas              | Club Defensores de Esquiú | 12 de abril | 16:30   |
| Deportivo Sumalao           | 1 - 4     | Los Sureños               | Primo Antonio Prevedello  | 12 de abril | 16:30   |
| Ateneo Mariano Moreno       | 1 - 1     | Deportivo La Carrera      | Primo Antonio Prevedello  | 13 de abril | 14:30   |
| Independiente (San Antonio) | 2 - 1     | Juventud Unida (La Falda) | Primo Antonio Prevedello  | 13 de abril | 16:30   |

| Fecha 3                   | Fecha 3   | Fecha 3                     | Fecha 3                  | Fecha 3     | Fecha 3 |
| Local                     | Resultado | Visita                      | Estadio                  | Fecha       | Hora    |
| ------------------------- | --------- | --------------------------- | ------------------------ | ----------- | ------- |
| Juventud Unida (La Falda) | 1 - 1     | Deportivo Sumalao           | Primo Antonio Prevedello | 16 de abril | 15:00   |
| Atlético La Tercena       | 1 - 1     | Independiente (San Antonio) | Primo Antonio Prevedello | 16 de abril | 17:00   |
| Deportivo La Carrera      | 1 - 2     | Sportivo Villa Dolores      | Primo Antonio Prevedello | 17 de abril | 15:00   |
| Los Sureños               | 1 - 0     | San Martín (El Bañado)      | Primo Antonio Prevedello | 17 de abril | 17:00   |
| Social Rojas              | 0 - 1     | Social San Antonio          | Primo Antonio Prevedello | 19 de abril | 14:30   |
| Deportivo La Merced       | 3 - 1     | Deportivo Las Pirquitas     | Diego Armando Maradona   | 19 de abril | 16:00   |
| Coronel Daza              | 1 - 2     | Ateneo Mariano Moreno       | Jorge César Vargas       | 19 de abril | 16:30   |
| Obreros de San Isidro     | 0 - 1     | Defensores de Esquiú        | Primo Antonio Prevedello | 19 de abril | 17:00   |

| Fecha 4                     | Fecha 4   | Fecha 4                   | Fecha 4                  | Fecha 4     | Fecha 4 |
| Local                       | Resultado | Visita                    | Estadio                  | Fecha       | Hora    |
| --------------------------- | --------- | ------------------------- | ------------------------ | ----------- | ------- |
| Social Rojas                | 1 - 2     | Atlético La Tercena       | Primo Antonio Prevedello | 24 de abril | 15:00   |
| Deportivo Sumalao           | 1 - 1     | Obreros de San Isidro     | Primo Antonio Prevedello | 24 de abril | 17:00   |
| Deportivo La Carrera        | 3 - 0     | Coronel Daza              | Primo Antonio Prevedello | 25 de abril | 15:00   |
| San Martín (El Bañado)      | 1 - 0     | Juventud Unida (La Falda) | Primo Antonio Prevedello | 25 de abril | 17:00   |
| Social San Antonio          | 2 - 2     | Deportivo Las Pirquitas   | Primo Antonio Prevedello | 26 de abril | 14:30   |
| Ateneo Mariano Moreno       | 0 - 3     | Deportivo La Merced       | Jorge César Vargas       | 26 de abril | 14:30   |
| Sportivo Villa Dolores      | 1 - 2     | Los Sureños               | Jorge César Vargas       | 26 de abril | 16:30   |
| Independiente (San Antonio) | 0 - 2     | Defensores de Esquiú      | Primo Antonio Prevedello | 26 de abril | 16:30   |

| Fecha 5                 | Fecha 5   | Fecha 5                     | Fecha 5                   | Fecha 5   | Fecha 5 |
| Local                   | Resultado | Visita                      | Estadio                   | Fecha     | Hora    |
| ----------------------- | --------- | --------------------------- | ------------------------- | --------- | ------- |
| Sportivo Villa Dolores  | 5 - 1     | Social Rojas                | Primo Antonio Prevedello  | 2 de mayo | 15:00   |
| Social San Antonio      | 1 - 1     | San Martín (El Bañado)      | Primo Antonio Prevedello  | 2 de mayo | 17:00   |
| Atlético La Tercena     | 2 - 5     | Obreros de San Isidro       | Primo Antonio Prevedello  | 3 de mayo | 14:30   |
| Deportivo Sumalao       | 2 - 3     | Ateneo Mariano Moreno       | Club Defensores de Esquiú | 3 de mayo | 14:30   |
| Deportivo Las Pirquitas | 2 - 1     | Deportivo La Carrera        | CSCD Las Pirquitas        | 3 de mayo | 16:00   |
| Defensores de Esquiú    | 0 - 1     | Deportivo La Merced         | Club Defensores de Esquiú | 3 de mayo | 16:30   |
| Coronel Daza            | 2 - 1     | Juventud Unida (La Falda)   | Jorge César Vargas        | 3 de mayo | 16:30   |
| Los Sureños             | 3 - 2     | Independiente (San Antonio) | Primo Antonio Prevedello  | 3 de mayo | 16:30   |

| Fecha 6                     | Fecha 6   | Fecha 6                 | Fecha 6                   | Fecha 6    | Fecha 6 |
| Local                       | Resultado | Visita                  | Estadio                   | Fecha      | Hora    |
| --------------------------- | --------- | ----------------------- | ------------------------- | ---------- | ------- |
| Obreros de San Isidro       | 4 - 1     | Coronel Daza            | Primo Antonio Prevedello  | 9 de mayo  | 15:00   |
| Ateneo Mariano Moreno       | 2 - 7     | Sportivo Villa Dolores  | Primo Antonio Prevedello  | 9 de mayo  | 17:00   |
| Juventud Unida (La Falda)   | 0 - 3     | Atlético La Tercena     | Primo Antonio Prevedello  | 10 de mayo | 14:30   |
| Deportivo La Merced         | 2 - 2     | Los Sureños             | Diego Armando Maradona    | 10 de mayo | 16:00   |
| Defensores de Esquiú        | 1 - 0     | Deportivo Las Pirquitas | Club Defensores de Esquiú | 10 de mayo | 16:00   |
| Independiente (San Antonio) | 0 - 1     | Deportivo Sumalao       | Primo Antonio Prevedello  | 10 de mayo | 16:30   |
| Deportivo La Carrera        | 1 - 2     | Social San Antonio      | Primo Antonio Prevedello  | 11 de mayo | 14:30   |
| San Martín (El Bañado)      | 1 - 1     | Social Rojas            | Primo Antonio Prevedello  | 11 de mayo | 16:30   |

| Fecha 7                 | Fecha 7   | Fecha 7                     | Fecha 7                  | Fecha 7    | Fecha 7 |
| Local                   | Resultado | Visita                      | Estadio                  | Fecha      | Hora    |
| ----------------------- | --------- | --------------------------- | ------------------------ | ---------- | ------- |
| Social San Antonio      | 1 - 6     | Atlético La Tercena         | Primo Antonio Prevedello | 16 de mayo | 15:00   |
| Sportivo Villa Dolores  | 3 - 0     | Defensores de Esquiú        | Primo Antonio Prevedello | 16 de mayo | 17:00   |
| Los Sureños             | 5 - 0     | Juventud Unida (La Falda)   | Primo Antonio Prevedello | 17 de mayo | 14:30   |
| Deportivo Las Pirquitas | 4 - 1     | Independiente (San Antonio) | CSCD Las Pirquitas       | 17 de mayo | 16:00   |
| Coronel Daza            | 2 - 1     | Deportivo La Merced         | Jorge César Vargas       | 17 de mayo | 16:00   |
| Deportivo Sumalao       | 2 - 2     | San Martín (El Bañado)      | Primo Antonio Prevedello | 17 de mayo | 16:30   |
| Social Rojas            | 1 - 0     | Deportivo La Carrera        | Primo Antonio Prevedello | 18 de mayo | 14:30   |
| Ateneo Mariano Moreno   | 1 - 2     | Obreros de San Isidro       | Primo Antonio Prevedello | 18 de mayo | 16:30   |

| Fecha 8                 | Fecha 8   | Fecha 8                     | Fecha 8                   | Fecha 8    | Fecha 8 |
| Local                   | Resultado | Visita                      | Estadio                   | Fecha      | Hora    |
| ----------------------- | --------- | --------------------------- | ------------------------- | ---------- | ------- |
| San Martín (El Bañado)  | 8 - 0     | Deportivo La Carrera        | Primo Antonio Prevedello  | 23 de mayo | 15:00   |
| Los Sureños             | 1 - 0     | Social Rojas                | Primo Antonio Prevedello  | 23 de mayo | 17:00   |
| Deportivo Las Pirquitas | 1 - 1     | Coronel Daza                | CSCD Las Pirquitas        | 24 de mayo | 16:00   |
| Deportivo La Merced     | 1 - 1     | Independiente (San Antonio) | Diego Armando Maradona    | 24 de mayo | 16:00   |
| Defensores de Esquiú    | 3 - 2     | Social San Antonio          | Club Defensores de Esquiú | 24 de mayo | 16:30   |
| Atlético La Tercena     | 4 - 1     | Deportivo Sumalao           | Primo Antonio Prevedello  | 24 de mayo | 17:30   |
| Juventud Unida (LF)     | 1 - 1     | Ateneo Mariano Moreno       | Primo Antonio Prevedello  | 25 de mayo | 14:30   |
| Obreros de San Isidro   | 1 - 1     | Sportivo Villa Dolores      | Primo Antonio Prevedello  | 25 de mayo | 16:30   |

| Fecha 9                     | Fecha 9   | Fecha 9                   | Fecha 9                  | Fecha 9    | Fecha 9 |
| Local                       | Resultado | Visita                    | Estadio                  | Fecha      | Hora    |
| --------------------------- | --------- | ------------------------- | ------------------------ | ---------- | ------- |
| Social San Antonio          | 0 - 2     | Deportivo La Merced       | Primo Antonio Prevedello | 30 de mayo | 15:15   |
| Independiente (San Antonio) | 2 - 2     | Obreros de San Isidro     | Primo Antonio Prevedello | 30 de mayo | 17:15   |
| Deportivo Sumalao           | 2 - 0     | Deportivo Las Pirquitas   | Jorge César Vargas       | 31 de mayo | 14:00   |
| Social Rojas                | 2 - 1     | Juventud Unida (La Falda) | Primo Antonio Prevedello | 31 de mayo | 14:30   |
| Coronel Daza                | 0 - 2     | Defensores de Esquiú      | Jorge César Vargas       | 31 de mayo | 16:00   |
| Sportivo Villa Dolores      | 3 - 2     | Atlético La Tercena       | Primo Antonio Prevedello | 31 de mayo | 16:30   |
| Deportivo La Carrera        | 1 - 4     | Los Sureños               | Primo Antonio Prevedello | 1 de junio | 14:30   |
| Ateneo Mariano Moreno       | 0 - 5     | San Martín (El Bañado)    | Primo Antonio Prevedello | 1 de junio | 16:30   |

| Fecha 10                    | Fecha 10  | Fecha 10               | Fecha 10                  | Fecha 10   | Fecha 10 |
| Local                       | Resultado | Visita                 | Estadio                   | Fecha      | Hora     |
| --------------------------- | --------- | ---------------------- | ------------------------- | ---------- | -------- |
| Juventud Unida (La Falda)   | 2 - 0     | Deportivo La Carrera   | Primo Antonio Prevedello  | 6 de junio | 15:00    |
| Obreros de San Isidro       | 2 - 2     | Social Rojas           | Primo Antonio Prevedello  | 6 de junio | 17:00    |
| Deportivo Las Pirquitas     | 2 - 1     | San Martín (El Bañado) | CSCD Las Pirquitas        | 7 de junio | 16:00    |
| Coronel Daza                | 1 - 1     | Sportivo Villa Dolores | Jorge César Vargas        | 7 de junio | 16:00    |
| Defensores de Esquiú        | 2 - 0     | Ateneo Mariano Moreno  | Club Defensores de Esquiú | 7 de junio | 16:15    |
| Independiente (San Antonio) | 1 - 2     | Social San Antonio     | Primo Antonio Prevedello  | 8 de junio | 14:30    |
| Deportivo La Merced         | 2 - 0     | Deportivo Sumalao      | Diego Armando Maradona    | 8 de junio | 16:00    |
| Atlético La Tercena         | 0 - 0     | Los Sureños            | Primo Antonio Prevedello  | 8 de junio | 16:30    |

| Fecha 11               | Fecha 11  | Fecha 11                    | Fecha 11                 | Fecha 11    | Fecha 11 |
| Local                  | Resultado | Visita                      | Estadio                  | Fecha       | Hora     |
| ---------------------- | --------- | --------------------------- | ------------------------ | ----------- | -------- |
| Deportivo La Carrera   | 0 - 3     | Deportivo La Merced         | Primo Antonio Prevedello | 13 de junio | 15:00    |
| San Martín (El Bañado) | 1 - 0     | Atlético La Tercena         | Primo Antonio Prevedello | 13 de junio | 17:00    |
| Sportivo Villa Dolores | 3 - 2     | Juventud Unida (La Falda)   | Primo Antonio Prevedello | 14 de junio | 14:15    |
| Los Sureños            | 1 - 1     | Coronel Daza                | Primo Antonio Prevedello | 14 de junio | 16:15    |
| Social Rojas           | 3 - 2     | Independiente (San Antonio) | Primo Antonio Prevedello | 14 de junio | 18:15    |
| Ateneo Mariano Moreno  | 1 - 3     | Deportivo Las Pirquitas     | Primo Antonio Prevedello | 16 de junio | 14:15    |
| Social San Antonio     | 0 - 4     | Obreros de San Isidro       | Primo Antonio Prevedello | 16 de junio | 16:15    |
| Deportivo Sumalao      | 2 - 1     | Defensores de Esquiú        | Primo Antonio Prevedello | 16 de junio | 18:15    |

| Fecha 12                    | Fecha 12  | Fecha 12               | Fecha 12                  | Fecha 12    | Fecha 12 |
| Local                       | Resultado | Visita                 | Estadio                   | Fecha       | Hora     |
| --------------------------- | --------- | ---------------------- | ------------------------- | ----------- | -------- |
| Deportivo La Merced         | 5 - 0     | Sportivo Villa Dolores | Diego Armando Maradona    | 20 de junio | 15:00    |
| Coronel Daza                | 2 - 1     | Deportivo Sumalao      | Jorge César Vargas        | 20 de junio | 16:00    |
| Independiente (San Antonio) | 2 - 1     | Ateneo Mariano Moreno  | Primo Antonio Prevedello  | 21 de junio | 14:30    |
| Deportivo Las Pirquitas     | 1 - 2     | Social Rojas           | CSCD Las Pirquitas        | 21 de junio | 16:00    |
| Defensores de Esquiú        | 1 - 0     | San Martín (El Bañado) | Club Defensores de Esquiú | 21 de junio | 16:15    |
| Juventud Unida (La Falda)   | 0 - 0     | Social San Antonio     | Primo Antonio Prevedello  | 21 de junio | 16:30    |
| Atlético La Tercena         | 5 - 1     | Deportivo La Carrera   | Primo Antonio Prevedello  | 22 de junio | 14:30    |
| Obreros de San Isidro       | 3 - 3     | Los Sureños            | Primo Antonio Prevedello  | 22 de junio | 16:30    |

| Fecha 13                  | Fecha 13  | Fecha 13                    | Fecha 13                  | Fecha 13    | Fecha 13 |
| Local                     | Resultado | Visita                      | Estadio                   | Fecha       | Hora     |
| ------------------------- | --------- | --------------------------- | ------------------------- | ----------- | -------- |
| Social Rojas              | 3 - 3     | Deportivo La Merced         | Primo Antonio Prevedello  | 27 de junio | 15:00    |
| Sportivo Villa Dolores    | 5 - 0     | Deportivo Sumalao           | Primo Antonio Prevedello  | 27 de junio | 17:00    |
| Juventud Unida (La Falda) | 0 - 2     | Obreros de San Isidro       | Primo Antonio Prevedello  | 28 de junio | 14:30    |
| Ateneo Mariano Moreno     | 0 - 4     | Atlético La Tercena         | Club Defensores de Esquiú | 28 de junio | 14:30    |
| Social San Antonio        | 0 - 5     | Coronel Daza                | Club Defensores de Esquiú | 28 de junio | 16:30    |
| Deportivo La Carrera      | 2 - 6     | Defensores de Esquiú        | Primo Antonio Prevedello  | 28 de junio | 16:30    |
| Los Sureños               | 1 - 0     | Deportivo Las Pirquitas     | Primo Antonio Prevedello  | 29 de junio | 14:30    |
| San Martín (El Bañado)    | 3 - 0     | Independiente (San Antonio) | Primo Antonio Prevedello  | 29 de junio | 16:30    |

| Fecha 14                    | Fecha 14  | Fecha 14                  | Fecha 14                  | Fecha 14   | Fecha 14 |
| Local                       | Resultado | Visita                    | Estadio                   | Fecha      | Hora     |
| --------------------------- | --------- | ------------------------- | ------------------------- | ---------- | -------- |
| Deportivo Las Pirquitas     | 5 - 1     | Juventud Unida (La Falda) | CSCD Las Pirquitas        | 4 de julio | 16:00    |
| Ateneo Mariano Moreno       | 0 - 2     | Los Sureños               | Primo Antonio Prevedello  | 5 de julio | 14:15    |
| Deportivo La Merced         | 2 - 1     | San Martín (El Bañado)    | Diego Armando Maradona    | 5 de julio | 15:30    |
| Coronel Daza                | 2 - 1     | Social Rojas              | Jorge César Vargas        | 5 de julio | 16:00    |
| Defensores de Esquiú        | 2 - 2     | Atlético La Tercena       | Club Defensores de Esquiú | 5 de julio | 16:15    |
| Independiente (San Antonio) | 1 - 3     | Sportivo Villa Dolores    | Primo Antonio Prevedello  | 5 de julio | 16:15    |
| Deportivo Sumalao           | 2 - 3     | Social San Antonio        | Primo Antonio Prevedello  | 6 de julio | 14:30    |
| Obreros de San Isidro       | 8 - 2     | Deportivo La Carrera      | Primo Antonio Prevedello  | 6 de julio | 16:30    |

| Fecha 15                  | Fecha 15  | Fecha 15                    | Fecha 15                  | Fecha 15    | Fecha 15 |
| Local                     | Resultado | Visita                      | Estadio                   | Fecha       | Hora     |
| ------------------------- | --------- | --------------------------- | ------------------------- | ----------- | -------- |
| Sportivo Villa Dolores    | 4 - 1     | Deportivo Las Pirquitas     | Primo Antonio Prevedello  | 11 de julio | 15:00    |
| Deportivo La Carrera      | 0 - 3     | Independiente (San Antonio) | Primo Antonio Prevedello  | 11 de julio | 17:00    |
| Juventud Unida (La Falda) | 1 - 4     | Deportivo La Merced         | Primo Antonio Prevedello  | 12 de julio | 14:15    |
| Social San Antonio        | 3 - 1     | Ateneo Mariano Moreno       | Club Defensores de Esquiú | 12 de julio | 14:15    |
| Atlético La Tercena       | 2 - 3     | Coronel Daza                | Club Defensores de Esquiú | 12 de julio | 16:15    |
| San Martín (El Bañado)    | 1 - 0     | Obreros de San Isidro       | Primo Antonio Prevedello  | 12 de julio | 16:15    |
| Social Rojas              | 0 - 4     | Deportivo Sumalao           | Primo Antonio Prevedello  | 13 de julio | 14:15    |
| Los Sureños               | 2 - 2     | Defensores de Esquiú        | Primo Antonio Prevedello  | 13 de julio | 16:15    |

|  |

## Fase Eliminatoria
A partir de esta instancia se desarrollará por eliminación directa y, en caso de haber empate en el resultado final, se definirá con tiros desde el punto penal.

### Cuadro de desarrollo
|  | Playoffs                    | Playoffs               |                         |      | Cuartos de final | Cuartos de final |  |                        | Semifinales | Semifinales |  |                      | Final        | Final        |  |
|  | 19 y 20 de julio            | 19 y 20 de julio       |                         |      | 2 y 3 de agosto  | 2 y 3 de agosto  |  |                        | 9 de agosto | 9 de agosto |  |                      | 17 de agosto | 17 de agosto |  |
|  |                             |                        |                         |      |                  |                  |  |                        |             |             |  |                      |              |              |  |
|  |                             |                        |                         |      |                  |                  |  |                        |             |             |  |                      |              |              |  |
|  |                             |                        |                         |      |                  |                  |  |                        |             |             |  |                      |              |              |  |
|  |                             |                        |                         |      |                  |                  |  |                        |             |             |  |                      |              |              |  |
|  |                             |                        |                         |      |                  |                  |  |                        |             |             |  |                      |              |              |  |
|  |                             | Defensores de Esquiú   | 1                       |      |                  |                  |  |                        |             |             |  |                      |              |              |  |
|  |                             |                        | 1                       |      |                  |                  |  |                        |             |             |  |                      |              |              |  |
|  |                             |                        | Atlético La Tercena     | 0    |                  |                  |  |                        |             |             |  |                      |              |              |  |
|  | Atlético La Tercena         | 2                      | Atlético La Tercena     | 0    |                  |                  |  |                        |             |             |  |                      |              |              |  |
|  | Atlético La Tercena         | 2                      |                         |      |                  |                  |  |                        |             |             |  |                      |              |              |  |
|  | Independiente (San Antonio) | 1                      |                         |      |                  |                  |  |                        |             |             |  |                      |              |              |  |
|  | Independiente (San Antonio) | 1                      |                         |      |                  |                  |  | Defensores de Esquiú   | 1(5)        |             |  |                      |              |              |  |
|  |                             |                        |                         |      |                  |                  |  | Defensores de Esquiú   | 1(5)        |             |  |                      |              |              |  |
|  |                             |                        | Deportivo La Merced     | 1(4) |                  |                  |  |                        |             |             |  |                      |              |              |  |
|  |                             |                        | Deportivo La Merced     | 1(4) |                  |                  |  |                        |             |             |  |                      |              |              |  |
|  |                             |                        |                         |      |                  |                  |  |                        |             |             |  |                      |              |              |  |
|  |                             |                        |                         |      |                  |                  |  |                        |             |             |  |                      |              |              |  |
|  |                             | Deportivo La Merced    | 3                       |      |                  |                  |  |                        |             |             |  |                      |              |              |  |
|  |                             |                        | 3                       |      |                  |                  |  |                        |             |             |  |                      |              |              |  |
|  |                             |                        | Deportivo Las Pirquitas | 1    |                  |                  |  |                        |             |             |  |                      |              |              |  |
|  | Social San Antonio          | 1(2)                   | Deportivo Las Pirquitas | 1    |                  |                  |  |                        |             |             |  |                      |              |              |  |
|  | Social San Antonio          | 1(2)                   |                         |      |                  |                  |  |                        |             |             |  |                      |              |              |  |
|  | Deportivo Las Pirquitas     | 1(4)                   |                         |      |                  |                  |  |                        |             |             |  |                      |              |              |  |
|  | Deportivo Las Pirquitas     | 1(4)                   |                         |      |                  |                  |  |                        |             |             |  | Defensores de Esquiú | 1(5)         |              |  |
|  |                             |                        |                         |      |                  |                  |  |                        |             |             |  | Defensores de Esquiú | 1(5)         |              |  |
|  |                             |                        | Sportivo Villa Dolores  | 1(3) |                  |                  |  |                        |             |             |  |                      |              |              |  |
|  |                             |                        | Sportivo Villa Dolores  | 1(3) |                  |                  |  |                        |             |             |  |                      |              |              |  |
|  |                             |                        |                         |      |                  |                  |  |                        |             |             |  |                      |              |              |  |
|  |                             |                        |                         |      |                  |                  |  |                        |             |             |  |                      |              |              |  |
|  |                             | Sportivo Villa Dolores | 1                       |      |                  |                  |  |                        |             |             |  |                      |              |              |  |
|  |                             |                        | 1                       |      |                  |                  |  |                        |             |             |  |                      |              |              |  |
|  |                             |                        | Obreros de San Isidro   | 0    |                  |                  |  |                        |             |             |  |                      |              |              |  |
|  | Coronel Daza                | 0                      | Obreros de San Isidro   | 0    |                  |                  |  |                        |             |             |  |                      |              |              |  |
|  | Coronel Daza                | 0                      |                         |      |                  |                  |  |                        |             |             |  |                      |              |              |  |
|  | Obreros de San Isidro       | 2                      |                         |      |                  |                  |  |                        |             |             |  |                      |              |              |  |
|  | Obreros de San Isidro       | 2                      |                         |      |                  |                  |  | Sportivo Villa Dolores | 1           |             |  |                      |              |              |  |
|  |                             |                        |                         |      |                  |                  |  | Sportivo Villa Dolores | 1           |             |  |                      |              |              |  |
|  |                             |                        | Los Sureños             | 0    |                  |                  |  |                        |             |             |  |                      |              |              |  |
|  |                             |                        | Los Sureños             | 0    |                  |                  |  |                        |             |             |  |                      |              |              |  |
|  |                             |                        |                         |      |                  |                  |  |                        |             |             |  |                      |              |              |  |
|  |                             |                        |                         |      |                  |                  |  |                        |             |             |  |                      |              |              |  |
|  |                             | Los Sureños            | 2                       |      |                  |                  |  |                        |             |             |  |                      |              |              |  |
|  |                             |                        | 2                       |      |                  |                  |  |                        |             |             |  |                      |              |              |  |
|  |                             |                        | San Martín (El Bañado)  | 1    |                  |                  |  |                        |             |             |  |                      |              |              |  |
|  | San Martín (El Bañado)      | 2(5)                   | San Martín (El Bañado)  | 1    |                  |                  |  |                        |             |             |  |                      |              |              |  |
|  | San Martín (El Bañado)      | 2(5)                   |                         |      |                  |                  |  |                        |             |             |  |                      |              |              |  |
|  | Social Rojas                | 2(4)                   |                         |      |                  |                  |  |                        |             |             |  |                      |              |              |  |
|  | Social Rojas                | 2(4)                   |                         |      |                  |                  |  |                        |             |             |  |                      |              |              |  |
|  |                             |                        |                         |      |                  |                  |  |                        |             |             |  |                      |              |              |  |

Nota: En caso de igualar en los 90' de juego, se definirá mediante tiros desde el punto penal.
|  |

### Playoffs
| 19 de julio, 14:15                             | Atlético La Tercena                         | 2 - 1   | Independiente (SA)   | Estadio Primo Antonio Prevedello, San Isidro |                        |
|                                                | Maximiliano Seco 50' · Lautaro Canciani 82' | Reporte | 7' Maximiliano Bazán | Árbitro(s): Hugo Tapia                       | Árbitro(s): Hugo Tapia |
| Atletico La Tercena avanza a Cuartos de final. |                                             |         |                      |                                              |                        |

| 20 de julio, 14:15                                 | Social San Antonio                                            | 1 - 1 (2:4 p.)             | Deportivo Las Pirquitas                                                      | Estadio Primo Antonio Prevedello, San Isidro |                         |
|                                                    | Benjamín Baigorria 64' 74'                                    | Reporte                    | 16' Adrián Bustamante · 90+3' Fernando Carrasco                              | Árbitro(s): Juan Rivero                      | Árbitro(s): Juan Rivero |
|                                                    |                                                               | Tiros desde el punto penal |                                                                              |                                              |                         |
|                                                    | Alejandro Villa · Alan Seco · Claudio Castillo · Gabriel Vera |                            | José Ríos · Gastón Vega · Víctor Quinteros · Fabián Martínez · Franco Ibáñez |                                              |                         |
| Deportivo Las Pirquitas avanza a Cuartos de final. |                                                               |                            |                                                                              |                                              |                         |

| 19 de julio, 16:45                               | Coronel Daza      | 0 - 2   | Obreros de San Isidro                                           | Estadio Primo Antonio Prevedello, San Isidro |                               |
|                                                  | Román Vildoza 16' | Reporte | 41' (pen.) Wilson Moreno · 82' Luciano Bazán · 89' Jesús Ciarez | Árbitro(s): Adrián Palavecino                | Árbitro(s): Adrián Palavecino |
| Obreros de San Isidro avanza a Cuartos de final. |                   |         |                                                                 |                                              |                               |

| 20 de julio, 16:45                                | San Martín (EB)                                                                     | 2 - 2 (5:4 p.)             | Social Rojas                                                                            | Estadio Primo Antonio Prevedello, San Isidro |                                |
|                                                   | Leonardo Ponce 45+2' · Sergio Acosta 55'                                            | Reporte                    | 37' (pen.) Fernando Flores · 42' Lautaro Brizuela Silva                                 | Árbitro(s): Martín Barrionuevo               | Árbitro(s): Martín Barrionuevo |
|                                                   |                                                                                     | Tiros desde el punto penal |                                                                                         |                                              |                                |
|                                                   | Sergio Acosta · Leonardo Ponce · Francisco Salcedo · Lucas Salcedo · Sergio Salcedo |                            | Fernando Flores · Luciano Ance · Fernando Pacheco · Jonathan Fernández · Julián Espeche |                                              |                                |
| San Martín (El Bañado) avanza a Cuartos de final. |                                                                                     |                            |                                                                                         |                                              |                                |

### Cuartos de final
| 2 de agosto, 16:30                         | Defensores de Esquiú      | 1 - 0   | Atlético La Tercena    | Estadio Primo Antonio Prevedello, San Isidro |                                |
|                                            | Lautaro Valdez 42' (pen.) | Reporte | 90+1' Maximiliano Seco | Árbitro(s): Martín Barrionuevo               | Árbitro(s): Martín Barrionuevo |
| Defensores de Esquiú avanza a Semifinales. |                           |         |                        |                                              |                                |

| 3 de agosto, 14:30                        | Deportivo La Merced                             | 3 - 1   | Deportivo Las Pirquitas | Estadio Primo Antonio Prevedello, San Isidro |                             |
|                                           | Tiago Roldán 28' 79' (pen.) · Marcos Agüero 86' | Reporte | 16' Emilio Camargo      | Árbitro(s): Jerónimo Toledo                  | Árbitro(s): Jerónimo Toledo |
| Deportivo La Merced avanza a Semifinales. |                                                 |         |                         |                                              |                             |

| 2 de agosto, 14:30                           | Sportivo Villa Dolores                   | 1 - 0   | Obreros de San Isidro | Estadio Primo Antonio Prevedello, San Isidro |                           |
|                                              | Roberto Saquilán 83' · Eduardo Silva 85' | Reporte | 45' Celso Ciarez      | Árbitro(s): Javier Roldán                    | Árbitro(s): Javier Roldán |
| Sportivo Villa Dolores avanza a Semifinales. |                                          |         |                       |                                              |                           |

| 3 de agosto, 16:30                | Los Sureños                                       | 2 - 1   | San Martín (EB)                                     | Estadio Primo Antonio Prevedello, San Isidro |                         |
|                                   | William Miranda 24' (pen.) 90+5' · Enzo Bazán 72' | Reporte | 42' (pen.) 90+5' Sergio Acosta · 81' Arnaldo Acosta | Árbitro(s): Martín Moya                      | Árbitro(s): Martín Moya |
| Los Sureños avanzó a Semifinales. |                                                   |         |                                                     |                                              |                         |

### Semifinales
| 9 de agosto, 17:00                      | Deportivo La Merced                                                                                               | 1 - 1 (4:5 p.)             | Defensores de Esquiú | Estadio Primo Antonio Prevedello, San Isidro |                         |
|                                         | Franco Barros 7' · Enzo Rivera 38'                                                                                | Reporte                    | 20' (pen.) Ángel Bustamante · 38' Cristian Agüero                                                                        | Árbitro(s): Carlos Díaz                      | Árbitro(s): Carlos Díaz |
|                                         | | Tiros desde el punto penal | |                                              |                         |
|                                         | Tiago Roldán · Franco Barros · Jonathan Rivera · Marcos Agüero · Alex Miranda · Samuel Barros · Rodrigo Santillán |                            | Lautaro Valdez · Facundo Sosa · Erick Martínez Acosta · Emiliano Ferreyra · Luis López · Jonathan Zurita · Matías Uñates |                                              |                         |
| Defensores de Esquiú avanza a la Final. | |                            | |                                              |                         |

| 9 de agosto, 14:30                        | Los Sureños           | 0 - 1   | Sportivo Villa Dolores                   | Estadio Primo Antonio Prevedello, San Isidro |                          |
|                                           | Nicolás Olivera 90+2' | Reporte | 42' Gustavo Reinoso · 85' Miguel Vergara | Árbitro(s): Juan Pereyra                     | Árbitro(s): Juan Pereyra |
| Sportivo Villa Dolores avanza a la Final. |                       |         |                                          |                                              |                          |

### Final
| 17 de agosto, 16:00 | Sportivo Villa Dolores                                             | 1 - 1 (3:5 p.)             | Defensores de Esquiú                                                               | Estadio Primo Antonio Prevedello, San Isidro |                                |
| | Enzo Oses 45+1'                                                    | Reporte                    | 60' Lautaro Valdez                                                                 | Árbitro(s): Martín Barrionuevo               | Árbitro(s): Martín Barrionuevo |
| |                                                                    | Tiros desde el punto penal |                                                                                    |                                              |                                |
| | Alan Díaz Coria · Joel Centeno · Roberto Saquilán · Facundo Ybarra |                            | Ángel Bustamante · Lautaro Valdez · Emiliano Ferreyra · Matías Uñates · Luis López |                                              |                                |
| Defensores de Esquiú se consagró campeón del Torneo Anual Unificado y clasificó al Torneo Regional Federal Amateur 2025-26. |                                                                    |                            |                                                                                    |                                              |                                |

|                                     |
| Club Deportivo Defensores de Esquiú |
| Campeón Torneo Anual Unificado 2025 |

## Estadísticas

### Goleadores

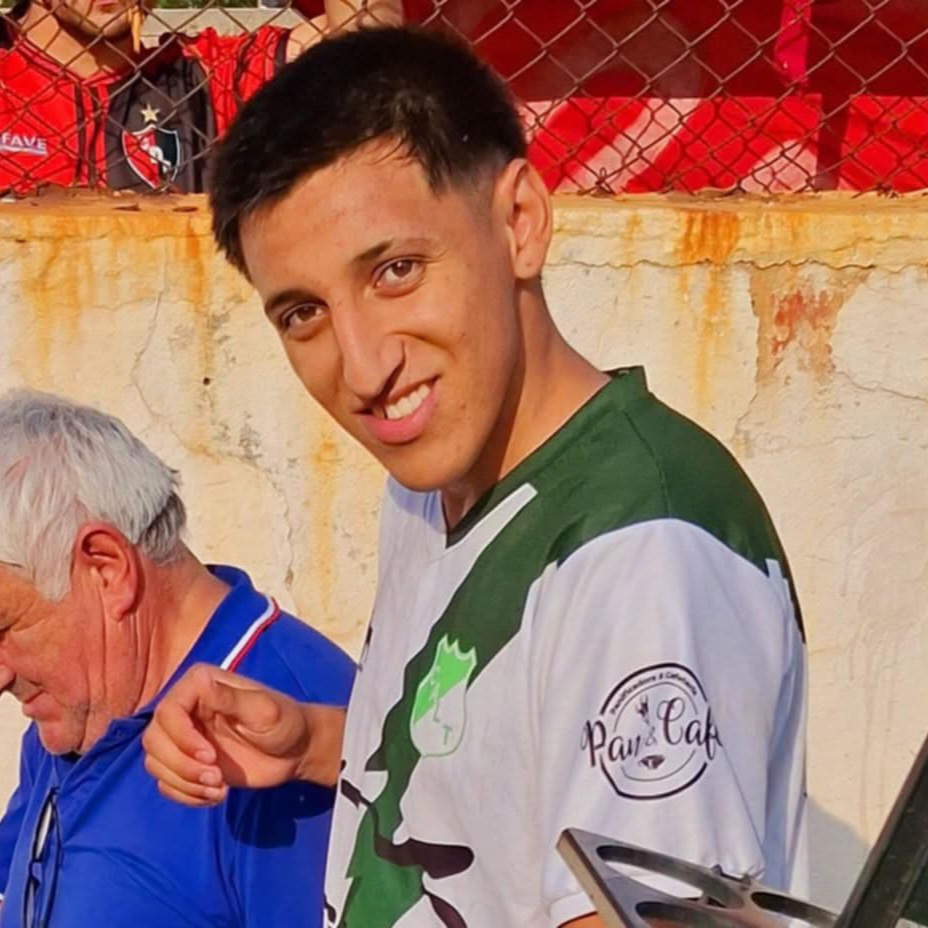
Lautaro Canciani de La Tercena fue el máximo anotador del Anual con 16 tantos.

| Jugador                             | Equipo                | Goles |
| ----------------------------------- | --------------------- | ----- |
| Lautaro Canciani                    | Atlético La Tercena   | 16    |
| Bruno Bazán                         | Los Sureños           | 13    |
| Facundo Chasampi                    | Deportivo Sumalao     | 12    |
| Wilson Moreno                       | Obreros de San Isidro | 12    |
| Actualizado al 17 de agosto de 2025 |                       |       |

| Facundo Carreño            | Coronel Daza                | 11 |
| Luciano Bazán              | Obreros de San Isidro       | 11 |
| Maximiliano Seco           | Atlético La Tercena         | 11 |
| Tiago Roldán               | Deportivo La Merced         | 11 |
| Sergio Damián Lencina      | Deportivo La Merced         | 10 |
| William Miranda            | Los Sureños                 | 10 |
| Eduardo Silva              | Sportivo Villa Dolores      | 9  |
| Leonardo Ponce             | San Martín (El Bañado)      | 9  |
| Roberto Saquilán           | Sportivo Villa Dolores      | 9  |
| William Ramírez            | Independiente (San Antonio) | 8  |
| Arnaldo Acosta             | San Martín (El Bañado)      | 7  |
| Benjamín Baigorria         | Social San Antonio          | 7  |
| Facundo Sandoval Sánchez   | Ateneo Mariano Moreno       | 7  |
| Fernando Flores            | Social Rojas                | 7  |
| Lucas Sosa                 | Social Rojas                | 7  |
| Tomás Soria                | Defensores de Esquiú        | 7  |
| Alex Miranda               | Deportivo La Merced         | 6  |
| Miguel Vergara             | Sportivo Villa Dolores      | 6  |
| Alan Díaz Coria            | Sportivo Villa Dolores      | 5  |
| Gabriel Carreño            | Coronel Daza                | 5  |
| Adrián Bustamante          | Deportivo Las Pirquitas     | 4  |
| Franco Ibáñez              | Deportivo Las Pirquitas     | 4  |
| Lucas Salcedo              | San Martín (El Bañado)      | 4  |
| Sergio Acosta              | San Martín (El Bañado)      | 4  |
| Alan Castillo              | Social San Antonio          | 3  |
| Cristian Herrera           | Sportivo Villa Dolores      | 3  |
| Damián Cano                | Obreros de San Isidro       | 3  |
| Emilio Camargo             | Deportivo La Merced         | 3  |
| Facundo Prevedello         | Juventud Unida (La Falda)   | 3  |
| Ignacio Ramírez            | Atlético La Tercena         | 3  |
| Jeremías Bustamante        | Deportivo Las Pirquitas     | 3  |
| Lautaro Vera               | Juventud Unida (La Falda)   | 3  |
| Luis Romano                | Defensores de Esquiú        | 3  |
| Nahuel Pavón               | Deportivo Las Pirquitas     | 3  |
| Tomás Reinoso              | Sportivo Villa Dolores      | 3  |
| Abraham Isleño             | Juventud Unida (La Falda)   | 2  |
| Adrián González            | Independiente (San Antonio) | 2  |
| Alfredo Franchino          | Obreros de San Isidro       | 2  |
| Ángel Bustamante           | Defensores de Esquiú        | 2  |
| Cristian Agüero            | Defensores de Esquiú        | 2  |
| Cristian Moreno            | Coronel Daza                | 2  |
| David Coria                | Ateneo Mariano Moreno       | 2  |
| David Romero               | Deportivo La Merced         | 2  |
| Diego Avellaneda           | Obreros de San Isidro       | 2  |
| Edgar Figueroa             | Deportivo Sumalao           | 2  |
| Enzo Oses                  | Sportivo Villa Dolores      | 2  |
| Esteban Moya               | Atlético La Tercena         | 2  |
| Facundo Bazán              | Independiente (San Antonio) | 2  |
| Facundo Castillo           | Sportivo Villa Dolores      | 2  |
| Facundo Vega               | San Martín (El Bañado)      | 2  |
| Fernando Carrasco          | Deportivo Las Pirquitas     | 2  |
| Franco Agüero              | San Martín (El Bañado)      | 2  |
| Franco Carreño             | Defensores de Esquiú        | 2  |
| Gastón Beano               | Obreros de San Isidro       | 2  |
| Gastón Sosa Orellana       | Defensores de Esquiú        | 2  |
| Gastón Vega                | Deportivo Las Pirquitas     | 2  |
| Héctor González            | Independiente (San Antonio) | 2  |
| Horacio Seco               | Social San Antonio          | 2  |
| Iván López                 | Deportivo La Carrera        | 2  |
| Joel Centeno               | Sportivo Villa Dolores      | 2  |
| José Juárez                | Obreros de San Isidro       | 2  |
| José Strina                | Juventud Unida (La Falda)   | 2  |
| Julián Wersching           | Social San Antonio          | 2  |
| Lautaro Moya               | Defensores de Esquiú        | 2  |
| Lautaro Valdez             | Defensores de Esquiú        | 2  |
| Luis Moya                  | Los Sureños                 | 2  |
| Marco Véliz                | Deportivo La Carrera        | 2  |
| Marcos Brunello            | Social San Antonio          | 2  |
| Mateo Jalil Perea          | Sportivo Villa Dolores      | 2  |
| Mauro Velázquez            | Deportivo Sumalao           | 2  |
| Maximiliano Arreguez       | Los Sureños                 | 2  |
| Maximiliano Bazán          | Independiente (San Antonio) | 2  |
| Maximiliano Sosa           | Los Sureños                 | 2  |
| Nazareno Rivera            | Deportivo La Merced         | 2  |
| Néstor Zárate              | Social San Antonio          | 2  |
| Omar Alberto Seco          | Social Rojas                | 2  |
| René Romero                | Defensores de Esquiú        | 2  |
| Rodrigo Artero             | Deportivo Sumalao           | 2  |
| Santiago Ybáñez            | Defensores de Esquiú        | 2  |
| Tobías Ovejero Moya        | Deportivo La Carrera        | 2  |
| Víctor Gaytán              | Atlético La Tercena         | 2  |
| Agustín Canil              | Social Rojas                | 1  |
| Alexander Pacheco          | San Martín (El Bañado)      | 1  |
| Alexis Ponce               | Independiente (San Antonio) | 1  |
| Ángel Barrios              | Deportivo Las Pirquitas     | 1  |
| Antonio Ramírez            | Deportivo Sumalao           | 1  |
| Brian Cano                 | Obreros de San Isidro       | 1  |
| Brian Díaz                 | Deportivo Las Pirquitas     | 1  |
| Carlos Hidalgo             | Deportivo Las Pirquitas     | 1  |
| César Segura               | Los Sureños                 | 1  |
| Claudio Coronel            | San Martín (El Bañado)      | 1  |
| Claudio Quinteros          | Deportivo Sumalao           | 1  |
| Daniel Arroyo              | Deportivo La Carrera        | 1  |
| David Hidalgo              | Deportivo Las Pirquitas     | 1  |
| Diosnel Ávalos Gómez       | Atlético La Tercena         | 1  |
| Elio Carrizo               | Deportivo Sumalao           | 1  |
| Enzo Bazán                 | Los Sureños                 | 1  |
| Enzo Ortiz                 | Obrero de San Isidro        | 1  |
| Fabián Martínez            | Deportivo Las Pirquitas     | 1  |
| Fabricio Rojas Salomón     | Ateneo Mariano Moreno       | 1  |
| Fernando Pacheco           | Social Rojas                | 1  |
| Franco Barros              | Deportivo La Merced         | 1  |
| Franco Burgos              | Los Sureños                 | 1  |
| Gonzalo Quiroga            | Independiente (San Antonio) | 1  |
| Guillermo Segura           | Los Sureños                 | 1  |
| Javier Seco                | Atlético La Tercena         | 1  |
| Jeremías Seco              | Ateneo Mariano Moreno       | 1  |
| Jesús Ciarez               | Obreros de San Isidro       | 1  |
| Jonathan Barrientos        | Sportivo Villa Dolores      | 1  |
| Jonathan Zurita            | Defensores de Esquiú        | 1  |
| Juan Díaz                  | Deportivo La Carrera        | 1  |
| Juan Novillo               | Coronel Daza                | 1  |
| Juan Pablo Silva           | Deportivo Sumalao           | 1  |
| Lautaro Brizuela Silva     | Social Rojas                | 1  |
| Lucas Cuchietti            | Coronel Daza                | 1  |
| Lucas Seco                 | Independiente (San Antonio) | 1  |
| Lucas Soberón              | Deportivo La Carrera        | 1  |
| Luciano Ance               | Social Rojas                | 1  |
| Luis Vega                  | Juventud Unida (La Falda)   | 1  |
| Manuel Álvarez             | Obreros de San Isidro       | 1  |
| Marcos Agüero              | Deportivo La Merced         | 1  |
| Marcos Noriega Barrionuevo | Deportivo La Merced         | 1  |
| Matías Apud                | Ateneo Mariano Moreno       | 1  |
| Matías Uñates              | Defensores de Esquiú        | 1  |
| Nelson Olivera             | Los Sureños                 | 1  |
| Nelson Rivarola            | Deportivo La Carrera        | 1  |
| Noel Elizondo              | Deportivo La Carrera        | 1  |
| Omar Burgos                | Coronel Daza                | 1  |
| Omar Ibáñez                | Deportivo La Carrera        | 1  |
| Renzo Vázquez              | Deportivo La Carrera        | 1  |
| Ricardo Martínez           | Deportivo Sumalao           | 1  |
| Roberto Sandone            | Sportivo Villa Dolores      | 1  |
| Rodrigo Mendoza            | Deportivo La Merced         | 1  |
| Santiago Chazarreta        | Los Sureños                 | 1  |
| Santiago Rodríguez         | Ateneo Mariano Moreno       | 1  |
| Santiago Segovia           | Social San Antonio          | 1  |
| Santiago Torres            | Obreros de San Isidro       | 1  |
| Sergio Salcedo             | San Martín (El Bañado)      | 1  |
| Thiago Vega                | Independiente (San Antonio) | 1  |
| Ulises Ciarez              | Obreros de San Isidro       | 1  |
| Ulises Delgadino           | Ateneo Mariano Moreno       | 1  |
| Uriel Garribia             | Deportivo Las Pirquitas     | 1  |
| Víctor Arreguez            | Social Rojas                | 1  |
| Víctor Martínez            | Deportivo Las Pirquitas     | 1  |
| Walter Vega                | Deportivo Las Pirquitas     | 1  |

### Autogoles
| Jugador          | Equipo                 | Anot. | Jornada          | Rival |
| ---------------- | ---------------------- | ----- | ---------------- | ----- |
| Alejandro Villa  | Social San Antonio     | 1     | Fecha 1          | LSU   |
| Julián Wersching | Social San Antonio     | 1     | Fecha 5          | SMA   |
| Franco Agüero    | San Martín (El Bañado) | 1     | Fecha 14         | DLM   |
| Emilio Camargo   | Deportivo La Merced    | 1     | Cuartos de final | DLP   |

### Clasificación general
Las tablas de rendimiento no reflejan la clasificación final de los equipos, sino que muestran el rendimiento de los mismos atendiendo a la ronda final alcanzada.
Si algún partido se define mediante tiros de penal, el resultado final del juego se considera empate.
El rendimiento corresponde a la proporción de puntos obtenidos sobre el total de puntos disputados.
| Pos. | Equipos                      | Pts. | PJ | PG | PE | PP | GF | GC | Dif. | Rend. |
| ---- | ---------------------------- | ---- | -- | -- | -- | -- | -- | -- | ---- | ----- |
| 1    | Defensores de Esquiú         | 35   | 18 | 10 | 5  | 3  | 28 | 16 | 12   | 64.8% |
| 2    | Sportivo Villa Dolores       | 39   | 18 | 12 | 3  | 3  | 45 | 23 | 22   | 72.2% |
| 3    | Los Sureños (Pozo El Mistol) | 38   | 17 | 11 | 5  | 1  | 36 | 15 | 21   | 74.5% |
| 4    | Deportivo La Merced          | 35   | 17 | 10 | 5  | 2  | 39 | 17 | 22   | 68.6% |
| 5    | Obreros de San Isidro        | 30   | 17 | 8  | 6  | 3  | 40 | 21 | 19   | 58.8% |
| 6    | San Martín (El Bañado)       | 28   | 17 | 8  | 4  | 5  | 32 | 15 | 17   | 54.9% |
| 7    | Atlético La Tercena          | 25   | 17 | 7  | 4  | 6  | 36 | 24 | 12   | 49%   |
| 8    | Deportivo Las Pirquitas      | 22   | 17 | 6  | 4  | 7  | 27 | 26 | 1    | 43.1% |
| 9    | Coronel Daza                 | 21   | 16 | 6  | 3  | 7  | 21 | 25 | -4   | 43.8% |
| 10   | Social Rojas                 | 20   | 16 | 5  | 5  | 6  | 21 | 28 | -7   | 41.7% |
| 11   | Social San Antonio           | 19   | 16 | 5  | 4  | 7  | 21 | 36 | -15  | 39.6% |
| 12   | Independiente (San Antonio)  | 15   | 16 | 4  | 3  | 9  | 20 | 29 | -9   | 31.3% |
| 13   | Deportivo Sumalao            | 18   | 15 | 5  | 3  | 7  | 23 | 28 | -5   | 40%   |
| 14   | Ateneo Mariano Moreno        | 8    | 15 | 2  | 2  | 11 | 14 | 40 | -26  | 17.8% |
| 15   | Juventud Unida (La Falda)    | 6    | 15 | 1  | 3  | 11 | 11 | 33 | -22  | 13.3% |
| 16   | Deportivo La Carrera         | 4    | 15 | 1  | 1  | 13 | 13 | 50 | -37  | 8.9%  |

### Promedio de goles
| Jornada          | Goles | PJ  | Promedio |
| ---------------- | ----- | --- | -------- |
| Fecha 1          | 22    | 8   | 2.75     |
| Fecha 2          | 20    | 8   | 2.5      |
| Fecha 3          | 17    | 8   | 2.13     |
| Fecha 4          | 21    | 8   | 2.63     |
| Fecha 5          | 32    | 8   | 4        |
| Fecha 6          | 28    | 8   | 3.5      |
| Fecha 7          | 31    | 8   | 3.88     |
| Fecha 8          | 27    | 8   | 3.38     |
| Fecha 9          | 28    | 8   | 3.5      |
| Fecha 10         | 18    | 8   | 2.25     |
| Fecha 11         | 27    | 8   | 3.38     |
| Fecha 12         | 27    | 8   | 3.38     |
| Fecha 13         | 34    | 8   | 4.25     |
| Fecha 14         | 37    | 8   | 4.63     |
| Fecha 15         | 31    | 8   | 3.88     |
| Playoffs         | 11    | 4   | 2.75     |
| Cuartos de final | 9     | 4   | 2.25     |
| Semifinales      | 3     | 2   | 1.5      |
| Final            | 2     | 1   | 2        |
| Total            | 425   | 131 | 3.24     |

## Equipo ideal
| Equipo Ideal Torneo Anual Unificado 2025 | Equipo Ideal Torneo Anual Unificado 2025 | Equipo Ideal Torneo Anual Unificado 2025 |
| Pos.                                     | Futbolista                               | Equipo                                   |
| ---------------------------------------- | ---------------------------------------- | ---------------------------------------- |
| Guardameta                               | Cristian Pihuala                         | Los Sureños                              |
| Defensa                                  | Luis López                               | Defensores de Esquiú                     |
| Defensa                                  | Enzo Oses                                | Sportivo Villa Dolores                   |
| Defensa                                  | Santiago Torres                          | Obreros de San Isidro                    |
| Defensa                                  | Cristian Carrizo                         | Atlético La Tercena                      |
| Centrocampista                           | Tiago Roldán                             | Deportivo La Merced                      |
| Centrocampista                           | Román Moreno                             | Defensores de Esquiú                     |
| Centrocampista                           | Wilson Moreno                            | Obreros de San Isidro                    |
| Delantero                                | Sergio Damián Lencina                    | Deportivo La Merced                      |
| Delantero                                | Bruno Bazán                              | Los Sureños                              |
| Delantero                                | Lautaro Canciani                         | Atlético La Tercena                      |